# Мусурана
Мусурана (Clelia) — рід отруйних змій родини Вужеві. Має 8 видів. Інша назва «змієїд».

## Опис
Загальна довжина представників цього роду коливається від 2 до 2,5 м. Голова вузька. Тулуб циліндричний з гладенькою лускою. Очі округлі. Між очима та ніздрями розташовують 1 — 2 щитки, розмір яких у різних видів неоднаковий.
Забарвлення чорне, оливкове, коричневе, червонувате з різними відтінками.

## Спосіб життя
Віддають перевагу різнім тропічним лісам, саванам. Активні вночі. Харчуються зміями, ящірками та гризунами.
Отрута не становить загрози для людини.
Це яйцекладні змії. Самиці відкладають до 60 яєць.

## Розповсюдження
Мешкають від Мексики до Південної Америки включно.

## Види
- Clelia clelia
- Clelia equatoriana
- Clelia errabunda
- Clelia hussami
- Clelia langeri
- Clelia plumbea
- Clelia rustica
- Clelia scytalina